# Chapelle Saint-Roch de Blain
Pour les articles homonymes, voir Chapelle Saint-Roch.

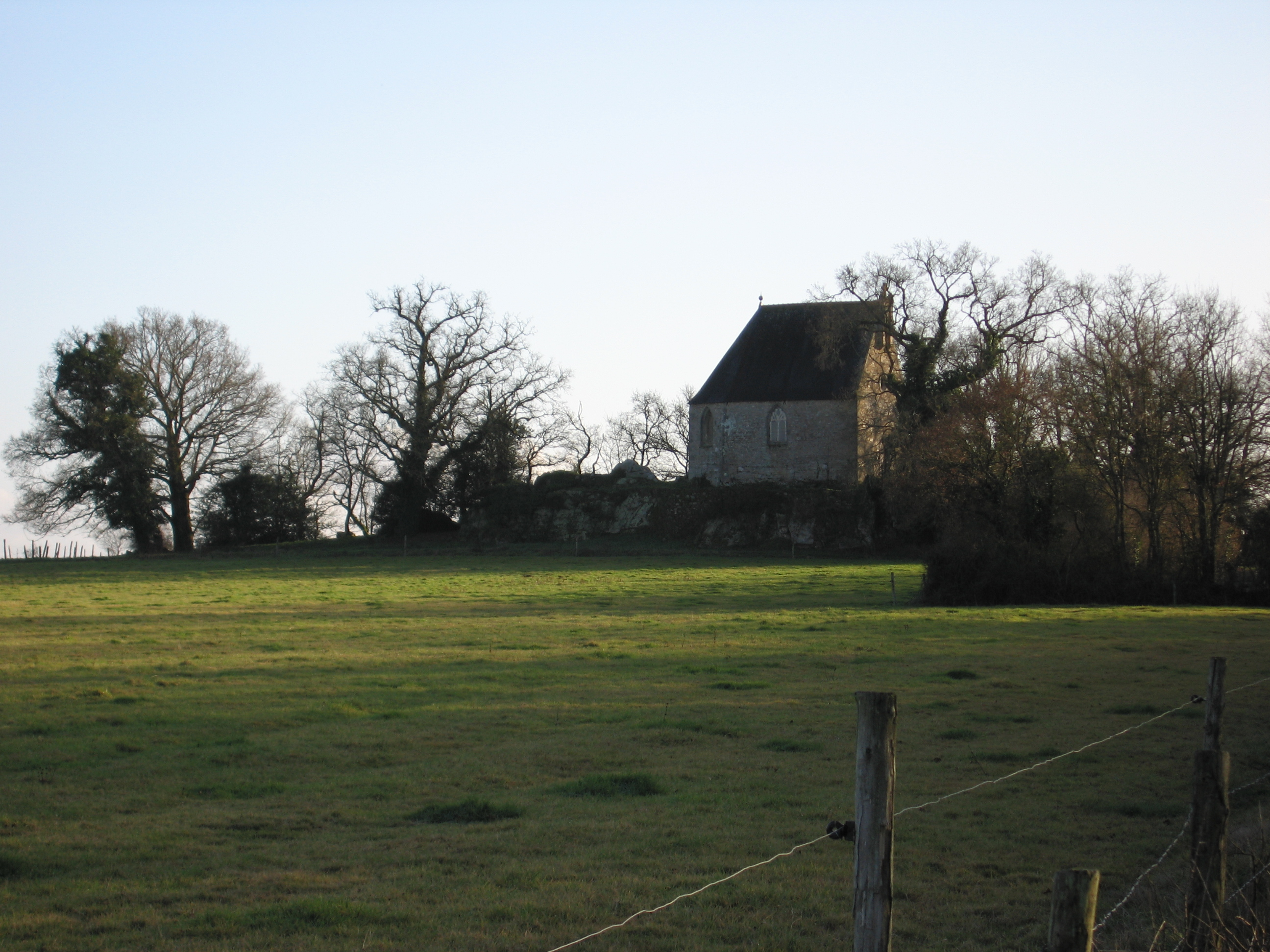
La chapelle, vue du nord.

La chapelle Saint-Roch de Blain est une chapelle située sur la commune de Blain, en Loire-Atlantique, dans les Pays de la Loire.

## Géographie
La chapelle se trouve le long de la D42, reliant Blain à Notre-Dame-des-Landes, au lieu-dit Saint-Roch, à 2,5 km du centre-ville, non loin de la sortie de la forêt de la Groulaie, sur une butte de roches.

## Histoire
Édifiée en 1450, par Alain IX de Rohan, après que la peste se soit abattue sur Blain, grâce au vœu des Blinois qui ont juré d'élever une chapelle à Dieu, si la maladie les épargnait. Elle est construite sur l'emplacement d'un lieu de culte païen appelé « Pierre Folle ». Elle a longtemps servi de siège à la frairie du château.
Jusqu'en 1966, c'était un lieu de pèlerinage.
Remaniée au XIXe siècle, elle abrite une grande fresque du XXe siècle, réalisée par l'association « Château et Essor blinois » de 1990 à 1993, dans la technique « a fresco ». Une œuvre de plus de 100 m2, dont l'une des rares représentations de la Danse Macabre et d'autres scènes de la vie chrétienne.